# Sotero Lizarazu
Sotero Lizarazu Sarriegi, nacido en el caserío Latxe de Astigarreta  (Guipúzcoa, España) en el año 1919 y fallecido el 16 de enero de 2016, fue un ciclista español, profesional entre los años 1943 y 1948. Su hermano Miguel Lizarazu, también fue ciclista profesional. 
Es de destacar su dedicación al ciclocrós, en el que logró un Campeonato de España de Ciclocrós y diversos podiums. Murió en San Sebastián (Guipúzcoa) el 16 de enero de 2016 a la edad de 96 años.

## Palmarés
1943
- 2.º en el Campeonato de España de Ciclocrós

1945
- 3.º en el Campeonato de España de Ciclocrós

1946
- 3.º en el Campeonato de España de Ciclocrós

1947
- Campeonato de España de Ciclocrós
- Premio San Pelayo (Ciclocrós)

## Equipos
- Real Sociedad (1943-1948)